# Mnichowa Grań

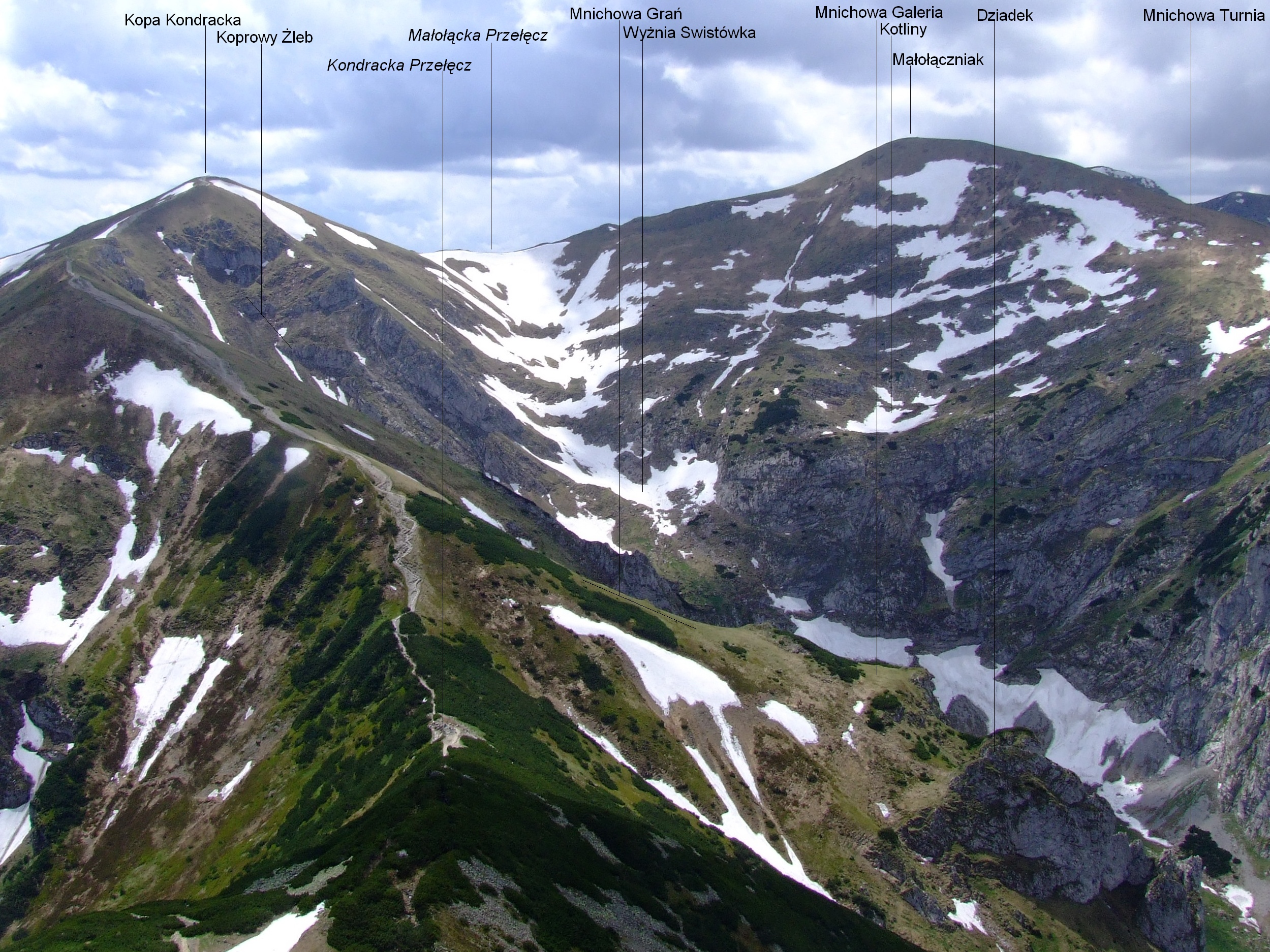
Widok na Mnichową Grań z Giewontu

Mnichowa Grań – niewielkie zachodnie odgałęzienie północnej grani Kopy Kondrackiej w polskich Tatrach Zachodnich. Zaczyna się po południowej stronie Kondrackiej Przełęczy, na wysokości około 1760 m niewielką trawiastą wypukłością przechodzącą w płaski i trawiasty taras Mnichowej Galerii (ok. 1670 m). Na tarasie tym grań rozgałęzia się na dwa ramiona obrywające się do Niżniej Świstówki Małołąckiej ścianami o wysokości dochodzącej do 180 m. Są to Mnichowe Turnie. W orograficznie prawym (północnym) ramieniu grań opada poprzez Mnichowe Siodło, Dziadka i cztery Mniszki Małołąckie, kończąc się ścianą Mnicha Małołąckiego. W lewym (południowym) ramieniu znajduje się turnia Babka. Pomiędzy ramionami opada do Wyżniej Świstówki krótki, ale bardzo stromy Żleb Poszukiwaczy Jaskiń.
Mnichowa Grań była dokładnie penetrowana przez grotołazów. Odkryto tylko niewielkie jaskinie i schrony: Pomarańczarnia, Szczelina Mnichowa, Chuda Mnichowa Studnia i Mała Mnichowa Studzienka.